# Cantón de Beauvoir-sur-Niort
El cantón de Beauvoir-sur-Niort era una división administrativa francesa, que estaba situada en el departamento de Deux-Sèvres y la región de Poitou-Charentes.

## Composición
El cantón estaba formado por nueve comunas:
- Beauvoir-sur-Niort
- Belleville
- Boisserolles
- La Foye-Monjault
- Granzay-Gript
- Marigny
- Prissé-la-Charrière
- Saint-Étienne-la-Cigogne
- Thorigny-sur-le-Mignon

## Supresión del cantón de Beauvoir-sur-Niort
En aplicación del Decreto n.º 2014-176 de 18 de febrero de 2014, el cantón de Beauvoir-sur-Niort fue suprimido el 22 de marzo de 2015 y sus 9 comunas pasaron a formar parte; ocho del nuevo cantón de Mignon-et-Boutonne y una del nuevo cantón de Fontenay-Rohan-Rohan.